# Lökbatan
Lökbatan – osiedle typu miejskiego w Azerbejdżanie, należące do miasta wydzielonego Baku. Według danych na rok 2015 liczyło 37 500 mieszkańców.
W pobliżu miejscowości jest wulkan błotny Lökbatan.